# Kimmo Kananen
Kimmo Kananen (Lahti, 11 december 1980) is een Fins voormalig professioneel wielrenner. Hij reed onder meer twee seizoenen voor Amore & Vita. Hij is zowel op de weg als op de baan actief.

## Belangrijkste overwinningen
2000
- Fins kampioen ploegenachtervolging, Elite (met Tero Hämeenaho en Janne Mustonen)

2002
- Fins kampioen ploegenachtervolging, Elite (met Jukka Heinikainen en Sami Hiltunen)
- Fins kampioen Criterium, Elite

2003
- Fins kampioen ploegensprint, Elite (met Jukka Heinikainen en Sami Hiltunen)

2004
- Fins kampioen ploegenachtervolging, Elite (met Jukka Heinikainen en Sami Hiltunen)
- Fins kampioen ploegensprint, Elite (met Jukka Heinikainen)
- 4e etappe Ringerike GP
- Eindklassement Ringerike GP

2007
- Fins kampioen mountainbike, marathon

2008
- Fins kampioen veldrijden, Elite

2009
- Fins kampioen veldrijden, Elite

2010
- Fins kampioen veldrijden, Elite